# Цеве, Герд
Герд Це́ве (нем. Gerd Zewe; 13 июня 1950, Шифвайлер, Германия) — немецкий футболист, играл на позициях защитника и полузащитника.

## Карьера

### Клубная
Цеве начинал карьеру в молодёжных командах «Штеннвайлера» и нойнкирхенской «Боруссия». Первой и единственной профессиональной командой, где играл Цеве стала дюссельдорфская «Фортуна». В «Фортуне» он играл на позициях защитника и полузащитника. Цеве сыграл за дюссельдорфский клуб 440 матчей в Бундеслиге, установив рекорд, который не побит до сих пор. Вместе с клубом он выиграл серебряные медали кубка Германии. В 1979 году Цеве в составе «Фортуны» проиграл в финале кубка кубков испанской «Барселоне».
В 1987 году, после 15 лет пребывания в Дюссельдорфе, он покинул клуб и ушёл в «Вюрцбургер Киккерс», где на любительском уровне завершал карьеру.

### В сборной
Цеве сыграл за сборную Германию всего 4 матча. Цеве и Харальд Конопка были двумя игроками в составе сборной Германии на чемпионате мира 1978 года, которые до этого не провели ещё ни одного матча за сборную.
11 октября 1978 года Герд Цеве дебютировал за сборную в матче против сборной Чехословакии. Помимо основной сборной, он провёл 2 встречи за вторую сборную Германии и 3 за молодёжную сборную.